# Ekaterina Lavrent'eva
Ekaterina Aleksandrovna Lavrent'eva (in russo Екатерина Александровна Лаврентьева?; traslitterazione anglosassone Yekaterina Aleksandrovna Lavrentyeva; Kandalakša, 26 giugno 1981) è una slittinista russa, compete su pista naturale.

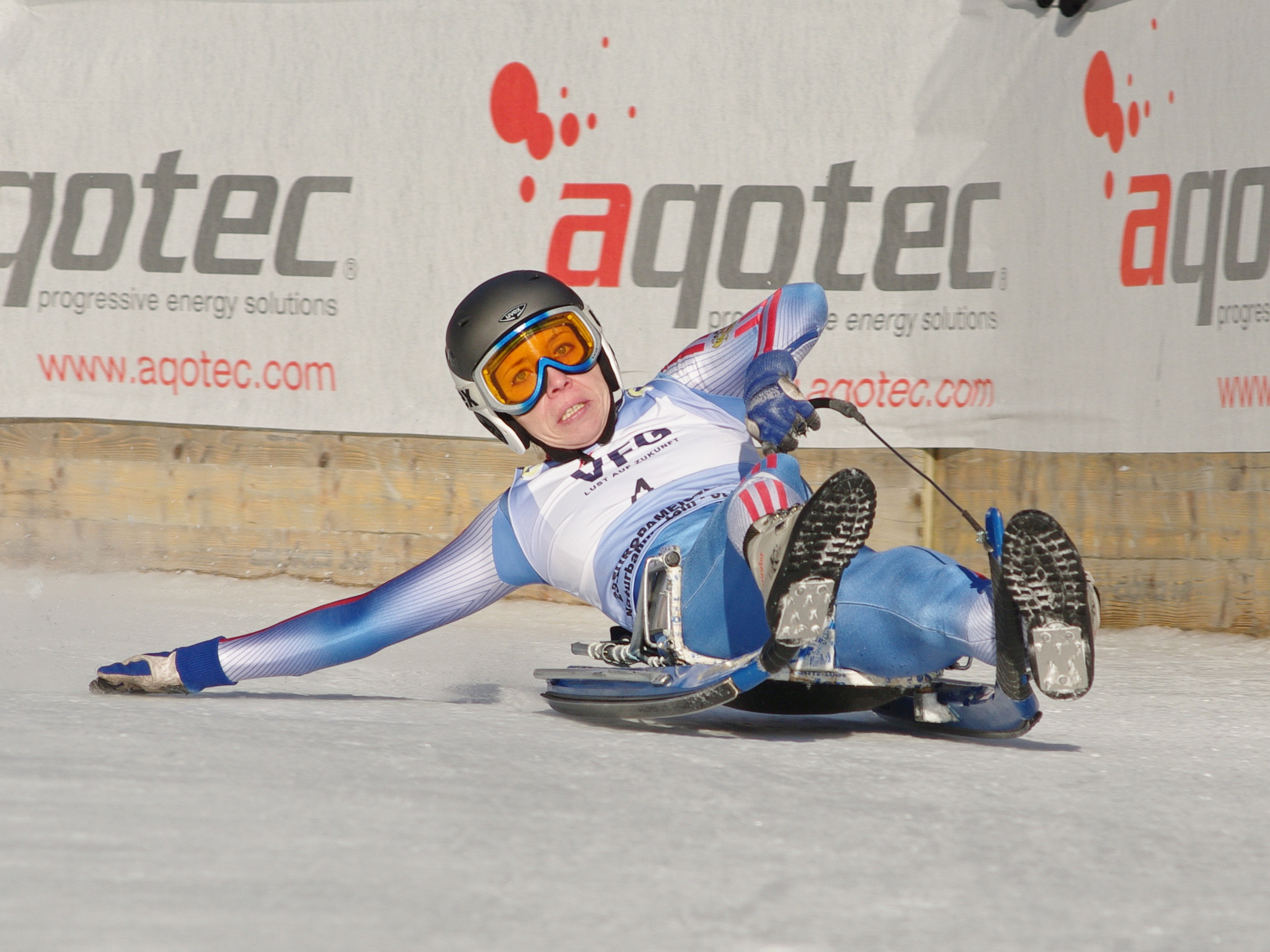
Ekaterina Lavrent'eva campionessa europea nel 2010 a Sankt Sebastian, Austria

Con dodici medaglie mondiali (di cui quattro d'oro), sette europee (tra cui cinque d'oro), dodici Coppe del Mondo e 55 gare vinte nel singolo, è l'atleta donna più titolata e vittoriosa di questo sport.

## Palmarès

### Mondiali su pista naturale
- 15 medaglie:
  - 4 ori (singolo a Valdaora 2000; singolo a Laces 2005; singolo a Grande Prairie 2007; singolo a Nova Ponente 2013)
  - 7 argenti (singolo a Železniki 2003; gara a squadre a Laces 2005; singolo a Moso in Passiria 2009; singolo ad Umhausen 2011; gara a squadre a Nova Ponente 2013; singolo a Sankt Sebastian 2015, singolo a Umhausen 2021)
  - 4 bronzi (gara a squadre a Moso in Passiria 2009; gara a squadre ad Umhausen 2011, gara a squadre a Umhausen 2021).

### Europei su pista naturale
- 13 medaglie:
  - 6 ori (singolo a Hüttau 2004; singolo a Valdaora 2008; singolo a Sankt Sebastian 2010; singolo e gara a squadre a Novoural'sk 2012; singolo a Umhausen 2014)
  - 3 argenti (singolo a Frantschach-Sankt Gertraud 2002; gara a squadre a Umhausen 2014; singolo a Mosca 2020)
  - 4 bronzi (singolo e gara a squadre a Val Passiria 2016; gara a squadre a Mosca 2020; gara a squadre a Lasa 2022).

### Mondiali juniores su pista naturale
- 1 medaglia:
  - 1 oro (singolo a Hüttau 1999)

### Europei juniores su pista naturale
- 3 medaglie:
  - 2 ori (singolo a Feld am See 1998; singolo a Tires 2001)
  - 1 argento (singolo ad Umhausen 2000)

### Coppa del Mondo su pista naturale
- Vincitrice della Coppa del Mondo del singolo nel 2001, 2004, 2006, 2007, 2008, 2009, 2010, 2011, 2012, 2013, 2014 e nel 2015.
- 123 podi:
  - 61 vittorie (55 nel singolo, 6 a squadre)
  - 35 secondi posti (26 nel singolo, 9 a squadre)
  - 28 terzi posti (16 nel singolo, 12 a squadre)

#### Coppa del Mondo - vittorie
| Data             | Luogo                  | Paese    | Disciplina |
| ---------------- | ---------------------- | -------- | ---------- |
| 11 febbraio 2001 | Mosca                  | Russia   | Singolo    |
| 18 febbraio 2001 | Hüttau                 | Austria  | Singolo    |
| 12 gennaio 2003  | Umhausen               | Austria  | Singolo    |
| 19 gennaio 2003  | Mosca                  | Russia   | Singolo    |
| 6 gennaio 2004   | Grande Prairie         | Canada   | Singolo    |
| 18 gennaio 2004  | Garmisch-Partenkirchen | Germania | Singolo    |
| 25 gennaio 2004  | Mosca                  | Russia   | Singolo    |
| 18 febbraio 2004 | Aurach                 | Austria  | Singolo    |
| 23 gennaio 2005  | Lazfons                | Italia   | Singolo    |
| 20 febbraio 2005 | Valdaora               | Italia   | Singolo    |
| 11 dicembre 2005 | Longiarù               | Italia   | Singolo    |
| 15 gennaio 2006  | Kindberg               | Austria  | Singolo    |
| 22 gennaio 2006  | Valdaora               | Italia   | Singolo    |
| 3 marzo 2006     | Grande Prairie         | Canada   | Singolo    |
| 4 marzo] 2006    | Grande Prairie         | Canada   | Singolo    |
| 11 marzo 2006    | Oberperfuss            | Austria  | Singolo    |
| 4 gennaio 2007   | Laces                  | Italia   | Singolo    |
| 14 gennaio 2007  | Umhausen               | Austria  | Singolo    |
| 21 gennaio 2007  | Longiarù               | Italia   | Singolo    |
| 9 febbraio 2007  | Moso in Passiria       | Italia   | Singolo    |
| 13 gennaio 2008  | Umhausen               | Austria  | Singolo    |
| 20 gennaio 2008  | Umhausen               | Austria  | Singolo    |
| 27 gennaio 2008  | Laces                  | Italia   | Singolo    |
| 23 febbraio 2008 | Železniki              | Slovenia | Singolo    |
| 24 febbraio 2008 | Železniki              | Slovenia | Singolo    |
| 31 gennaio 2009  | Nova Ponente           | Italia   | Singolo    |
| 25 febbraio 2009 | Novoural'sk            | Russia   | Singolo    |
| 17 dicembre 2009 | Novoural'sk            | Russia   | Singolo    |
| 10 gennaio 2010  | Umhausen               | Austria  | Singolo    |
| 27 febbraio 2010 | Garmisch-Partenkirchen | Germania | Singolo    |
| 11 dicembre 2010 | Novoural'sk            | Russia   | Singolo    |
| 12 dicembre 2010 | Novoural'sk            | Russia   | Singolo    |
| 16 gennaio 2011  | Valle di Casies        | Italia   | Singolo    |
| 23 gennaio 2011  | Kindberg               | Austria  | Singolo    |
| 8 gennaio 2012   | Lazfons                | Italia   | Singolo    |
| 15 gennaio 2012  | Valdaora               | Italia   | Singolo    |
| 22 gennaio 2012  | Železniki              | Slovenia | Singolo    |
| 29 gennaio 2012  | Nova Ponente           | Italia   | Singolo    |
| 16 febbraio 2012 | Novoural'sk            | Russia   | Singolo    |
| 3 marzo 2012     | Umhausen               | Austria  | Singolo    |
| 30 dicembre 2012 | Lasa                   | Italia   | Singolo    |
| 13 gennaio 2013  | Moso in Passiria       | Italia   | Singolo    |
| 20 gennaio 2013  | Umhausen               | Austria  | Singolo    |
| 3 febbraio 2013  | Kindberg               | Austria  | Singolo    |
| 24 febbraio 2013 | Vatra Dornei           | Romania  | Singolo    |
| 27 febbraio 2013 | Vatra Dornei           | Romania  | Singolo    |
| 22 dicembre 2013 | Novoural'sk            | Russia   | Singolo    |
| 12 gennaio 2014  | Moso in Passiria       | Italia   | Singolo    |
| 18 gennaio 2014  | Umhausen               | Austria  | Singolo    |
| 14 dicembre 2014 | Kühtai                 | Austria  | Singolo    |
| 4 gennaio 2015   | Lasa                   | Italia   | Singolo    |
| 11 gennaio 2015  | Nova Ponente           | Italia   | Singolo    |
| 1º febbraio 2015 | Vatra Dornei           | Romania  | Singolo    |
| 14 febbraio 2015 | Umhausen               | Austria  | Singolo    |
| 24 gennaio 2016  | Mosca                  | Russia   | Singolo    |